# Bloodvein River Airport
Bloodvein River Airport är en flygplats i Kanada.   Den ligger i provinsen Manitoba, i den sydöstra delen av landet, 1 700 km väster om huvudstaden Ottawa. Bloodvein River Airport ligger 221 meter över havet.
Terrängen runt Bloodvein River Airport är mycket platt. Trakten runt Bloodvein River Airport är nära nog obefolkad, med mindre än två invånare per kvadratkilometer.. Det finns inga samhällen i närheten. 
I omgivningarna runt Bloodvein River Airport växer i huvudsak blandskog.